# 프랑스 오픈 남자 단식 우승자 목록
역대 프랑스 오픈 남자 단식 우승자들의 목록이다.

## 역사

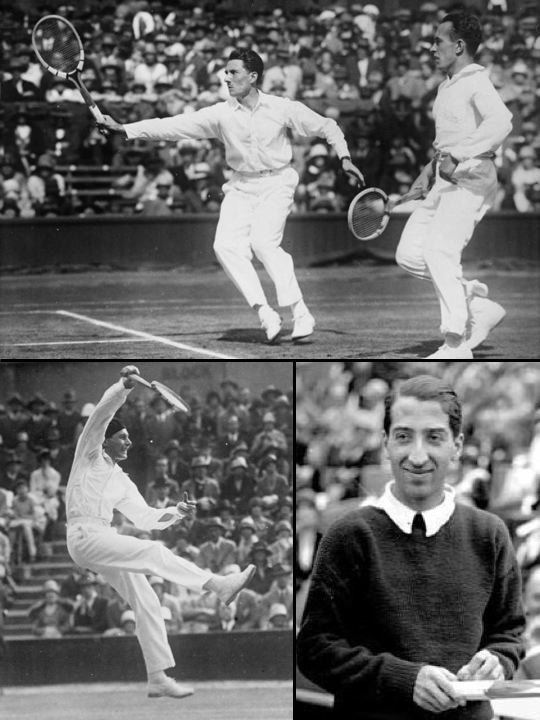
네 명의 무스케테르(The Four Musketeers)는 1925년부터 1932년까지 총 8개의 타이틀을 획득, 1981년부터 프랑스 오픈의 우승 트로피는 그들을 기리는 의미에서 그들의 이름을 따서 명명.

프랑스 오픈은 1891년에 창설되었으며, 초기에는 "프랑스 선수권 대회"라는 명칭으로 불렸다. 대회가 시작된 후 34년 동안은 프랑스 국적의 선수 또는 프랑스 클럽 소속의 외국 선수만 참가할 수 있었다. 첫 번째 우승자는 영국 출신의 H. 브릭스로, 클럽 스타드 프랑세의 회원 자격을 통해 출전이 가능했다. 1902년 또는 1903년까지 경기는 3세트 경기 방식으로 진행되었으며, 이후 5세트 경기 방식이 도입되었다.
대회 초창기에는 프랑스 선수들이 강세를 보였으며, 특히 막스 드귀는 제1차 세계대전 발발 이전까지 총 8회 우승을 차지하며 두드러진 활약을 펼쳤다.
1924년부터 1932년까지 프랑스 오픈 남자 단식 우승자는 모두 '4총사(The Four Musketeers)' 중 한 명이었다. 이 대회는 1925년 국제대회로 격상되면서 세계 최고의 선수들을 끌어들이기 시작했고, 그 해에는 르네 라코스트(René Lacoste)가 우승을 차지했다.
프랑스가 1927년 데이비스컵에서 우승한 이후, 대회에 대한 관심은 더욱 높아졌고, 이에 따라 새로운 경기장을 건설할 필요가 생겼다. 이전까지는 라 파쟁드리(La Faisanderie)에 있는 레이싱 클럽(Racing Club)과 스타드 프랑세(Stade Français)가 번갈아 대회를 개최했으나, 1928년 스타드 롤랑가로스(Stade Roland Garros)가 완공되며 이곳이 새 홈구장이 되었다. 첫 롤랑가로스 대회에서는 앙리 코셰(Henri Cochet)가 우승을 차지했다.
1933년 잭 크로포드(Jack Crawford)는 1891년 이래 처음으로 프랑스 외 국가 출신으로서 이 대회에서 우승한 선수가 되었다. 그의 우승 이후, 제2차 세계대전이 발발하기 전까지 프랑스 선수는 한 명도 우승하지 못했다. 1938년에는 돈 버지(Don Budge)가 한 해 동안 4대 메이저 대회를 모두 석권하는 그랜드슬램을 달성하며 이 대회에서도 우승했다.
제2차 세계대전으로 인해 1940년부터 공식 대회는 중단되었지만, 프랑스 투르누아(Tournoi de France)라는 비공식 대회가 열렸다. 베르나르 데스트르모(Bernard Destremau)가 초반 두 대회를 우승했으며, 이후 이본 페트라(Yvon Petra)가 1942년부터 1945년까지 세 차례 우승을 거두었다. 그러나 이들 기록은 프랑스테니스연맹(FFT)이나 국제 테니스 단체들에 의해 공식 기록으로 인정되지 않는다.
전쟁이 끝난 이후 1946년에 열린 첫 공식 대회에서는 마르셀 베르나르(Marcel Bernard)가 우승했고, 그는 오픈 시대(1968년) 이전에 이 대회에서 우승한 마지막 프랑스 선수가 되었다.
이 시기에는 특정 선수가 대회를 지배하지 않았다. 프랭크 파커(Frank Parker), 야로슬라프 드로브니(Jaroslav Drobný), 토니 트래버트(Tony Trabert), 니콜라 피에트란젤리(Nicola Pietrangeli), 로이 에머슨(Roy Emerson) 등 단 5명의 선수만이 복수 우승을 달성했다.
1968년부터 오픈 시대가 시작되며 프로 선수들도 아마추어와 함께 대회에 출전할 수 있게 되었고, 그 해 오스트레일리아의 켄 로즈월(Ken Rosewall)이 우승하며 오픈 시대 첫 프랑스 오픈 챔피언이 되었다.
오픈 초기에는 스웨덴의 비외른 보리(Björn Borg)가 대회를 지배했다. 그는 1974년과 1975년에 연속 우승을 차지한 뒤, 1978년부터 1981년까지 4연패를 기록했다. 이후 1983년에는 야닉 노아(Yannick Noah)가 우승하며 1946년 이후 첫 프랑스인 우승자가 되었다.
이반 렌들(Ivan Lendl)은 1984년 첫 우승을 거두었으며, 1985년 결승에서 윌란더(Mats Wilander)에게 패한 후 1986년과 1987년 연속 우승했다. 1989년에는 마이클 창(Michael Chang)이 스테판 에드베리(Stefan Edberg)를 꺾고 역대 최연소 챔피언에 올랐다.
미국의 짐 쿠리어(Jim Courier)는 1991년과 1992년에 연속 우승했고, 스페인의 세르지 브루게라(Sergi Bruguera) 역시 1993년과 1994년에 같은 성과를 이뤘다. 브라질의 구스타보 쿠에르텐(Gustavo Kuerten)은 1997년, 2000년, 2001년에 세 차례 우승을 차지했다.
2005년에 라파엘 나달(Rafael Nadal)이 첫 프랑스 오픈 우승을 차지했으며, 이후 2008년까지 4연속 우승했다. 2009년 대회에서는 로빈 소더링(Robin Söderling)에게 패하며 16강에서 탈락했고, 소더링은 결승에서 로저 페더러(Roger Federer)에게 패했다.
나달은 2010년에 다시 우승을 차지했고, 2011년부터 2014년까지 4연패를 달성했다. 2015년에는 노박 조코비치(Novak Djokovic)에게 8강에서 패했고, 조코비치는 결승에서 스탄 바브링카(Stan Wawrinka)에게 패했다. 나달은 이후 2017년부터 2020년까지 다시 4년 연속 우승하며 건재함을 과시했다.

## 우승자 목록

### 아마추어 시대
| 연도                                           | 우승자               | 준우승자             | 스코어                   |
| ---------------------------------------------- | -------------------- | -------------------- | ------------------------ |
| 1891년                                         | H. 브릭스            | P. 바이네르          | 6-3, 6-4                 |
| 1892년                                         | 장 쇼퍼              | 프랜시스 L. 패싯     | 6-2, 1-6, 6-2            |
| 1893년                                         | 로랑 리불레          | 장 쇼퍼              | 6-3, 6-3                 |
| 1894년                                         | 앙드레 바슈로        | 제라르 브로셀린      | 1-6, 6-3, 6-3            |
| 1895년                                         | 앙드레 바슈로        | 로랑 리불레          | 9-7, 6-2                 |
| 1896년                                         | 앙드레 바슈로        | 제라르 브로셀린      | 6-1, 7-5                 |
| 1897년                                         | 풀 에미              | 프란시 워던          | 4-6, 6-4, 6-2            |
| 1898년                                         | 풀 에미              | 불 르브레통          | 5-7, 6-1, 6-2            |
| 1899년                                         | 풀 에미              | 풀 르브레통          | 9-7, 3-6, 6-3            |
| 1900년                                         | 풀 에메              | 앙드레 프레보        | 6-3, 6-0                 |
| 1901년                                         | 앙드레 바슈로        | 풀 르브레통          | 미기록                   |
| 1902년                                         | 마스셀 바슈로        | 막스 드퀴지          | 6-4, 6-2                 |
| 1903년                                         | 막스 드퀴지          | 앙드레 바슈로        | 6-3, 6-2                 |
| 1904년                                         | 막스 드퀴지          | 앙드레 바슈로        | 6-1, 9-7, 6-8, 6-1       |
| 1905년                                         | 모리스 제르모        | 앙드레 바슈로        | 스코어 미기록            |
| 1906년                                         | 모리스 제르모        | 막스 드퀴지          | 5-7, 6-3, 6-4, 1-6, 6-3  |
| 1907년                                         | 막스 드퀴지          | 로베르 왈레          | 스코어 미기록            |
| 1908년                                         | 막스 드퀴지          | 모리스 제르모        | 6-2, 6-1, 3-6, 10-8      |
| 1909년                                         | 막스 드퀴지          | 모리스 제르모        | 3-6, 6-2, 6-4, 6-4       |
| 1910년                                         | 모리스 제르모        | 프랑수아 블랑쉬      | 6-4, 6-4, 6-2            |
| 1911년                                         | 앙드레 고베르        | 모니스 제르모        | 6-1, 8-6, 7-5            |
| 1912년                                         | 막스 드퀴지          | 앙드레 고베르        | 스코어 미기록            |
| 1913년                                         | 막스 드퀴지          | 조르주고             | 스코어 미기록            |
| 1914년                                         | 막스 드퀴지          | 장사마죄유이         | 3-6, 6-1, 6-4, 6-4       |
| 제1차 세계대전으로 대회 취소 (1915년 ~ 1919년) |                      |                      |                          |
| 1920년                                         | 앙드레 고베르        | 막스 드퀴지          | 6-3, -6, 1-6, 6-2, 6-3   |
| 1921년                                         | 장사마죄유이         | 앙드레 고베르        | 6-3, 6-3, 2-6, 7-5       |
| 1922년                                         | 앙리코셰             | 막스 드퀴지          | 1-6, 6-4, 6-2, 6-0       |
| 1923년                                         | 프랑수아 블랑쉬      | 막스 드퀴지          | 1-6, 6-4, 6-2, 6-0       |
| 1924년                                         | 장 보도 트라         | 르네 라코스트        | 7-5, 6-4, 0-6, 5-7, 6-2  |
| 1925년                                         | 르네 라코스트        | 장 보로트라          | 7-5, 6-1, 6-4            |
| 1926년                                         | 앙리 코셰            | 르네 라코스트        | 6-2, 6-4, 6-3            |
| 1927년                                         | 르네 라코스트        | 빌틸턴               | 6-4, 4-6, 5-7, 6-3, 11-9 |
| 1928년                                         | 앙르 코셰            | 르네 라코스트        | 5-7, 6-3, 6-1, 6-3       |
| 1929년                                         | 르네 라 코스트       | 장 보로트라          | 6-3, 2-6, 6-0, 2-6, 8-6  |
| 1930년                                         | 앙리 코셰            | 빌 틸턴              | 3-6, 8-6, 6-3, 6-1       |
| 1931년                                         | 장 보로트라          | 크리스티앙 부수      | 2-6, 6-4, 7-5, 6-4       |
| 1932년                                         | 앙리 코셰            | 조르조데 스테파니    | 6-0, 6-4, 4-6, 6-3       |
| 1933년                                         | 잭 크로포드          | 앙리 코셰            | 8-6, 6-1, 6-3            |
| 1934년                                         | 고르프리트 폰크람    | 잭 크로포드          | 6-4, 7-9, 3-6, 7-5, 6-3  |
| 1935년                                         | 프네드 페리          | 고트프리트 폰크람    | 6-3, 3-6, 6-1, 6-3       |
| 1936년                                         | 고드프리트 폰 크람   | 프레드 페리          | 6-0, 2-6, 6-2, 2-6, 6-0  |
| 1937년                                         | 헤네 헨켈            | 버니 오스틴          | 6-1, 6-4, 6-3            |
| 1938년                                         | 돈 버지              | 로데릭 멘젤          | 6-3, 6-2, 6-4            |
| 1939년                                         | 돈 맥닐              | 바비릭스             | 7-5, 6-0, 6-3            |
| 1941년                                         | 베르나르 데스트르    | 르베르 라미용        | 6-4, 2-6, 6-3, 6-4       |
| 1942년                                         | 베르나르 데스트르    | 크리스티앙 부수      | 5-7, 6-4, 6-4, 6-1       |
| 1943년                                         | 이본 페트라          | 앙리 코셰            | 6-3, 6-3, 8-6, 2-6, 6-4  |
| 1944년                                         | 이본 페트라          | 마르셸 베르나르      | 6-1, 4-6, 4-6, 7-5, 6-2  |
| 1945년                                         | 이본 페트라          | 베르나르 데스트르모  | 7-5, 6-4, 6-2            |
| 1946년                                         | 마르셀 베르나르트    | 야로슬라프 드로브니  | 3–6, 2–6, 6–1, 6–4, 6–3  |
| 1947년                                         | 요제프 아스보트      | 에릭 스터지스        | 8-6, 7-5, 6-4            |
| 1948년                                         | 프랭크 파커          | 야로슬라브 드로브니  | 6-4, 7-5, 5-7, 8-6       |
| 1949년                                         | 프랭크 파커          | 버지 패티            | 6-3, 1-6, 6-1, 6-4       |
| 1950년                                         | 버지 패티            | 야로슬라브 드로브니  | 6-1, 6-2, 3-6, 5-7, 7-5  |
| 1951년                                         | 야로슬라브 드로브니  | 에릭 스터지스        | 6-3, 6-3, 6-3            |
| 1952년                                         | 야로슬라브 드로브니  | 프랭크 세지먼        | 6-3, 6-0, 3-6, 6-4       |
| 1953년                                         | 켄 로즈윌            | 빅 시어스            | 6-3, 6-4, 1-6, 6-2       |
| 1954년                                         | 토니 트래버트        | 아서 라센            | 6-4, 6-1, 6-3            |
| 1955년                                         | 토니 트래버트        | 스벤 데이비드슨      | 2-6, 6-1, 6-4, 6-2       |
| 1956년                                         | 루 호드              | 스벤 데이비드슨      | 6-4, 8-6, 6-3            |
| 1957년                                         | 스벤 데이비드슨      | 하버드 플램          | 6-3, 6-4, 6-4            |
| 1958년                                         | 머빈 로즈            | 루이스 아얄라        | 6-3, 6-4, 6-4            |
| 1959년                                         | 니콜라 피에트란 젤리 | 이안 베르마크        | 6-3, 6-1, 6-4            |
| 1960년                                         | 니콜라 피에트란 젤리 | 루이스 아얄라        | 3-6, 6-3, 6-4, 4-6, 6-3  |
| 1961년                                         | 마누엘 산타나        | 니콜라 피에트란 젤리 | 4-6, 6-1, 3-6, 6-0, 6-2  |
| 1962년                                         | 로드 레이버          | 로이 에머슨          | 3–6, 2–6, 6–3, 9–7, 6–2  |
| 1963년                                         | 로이 에머슨          | 피에르 다르몽        | 3–6, 6–1, 6–4, 6–4       |
| 1964년                                         | 마누엘 산타나        | 니콜라 피에트란 젤리 | 6-3, 6-1, 4-6, 7-5       |
| 1965년                                         | 프레드 스톨리        | 토니 로슈            | 3-6, 6-3, 6-4, 6-4       |
| 1967년                                         | 로이 에머슨          | 토니 로체            | 6–1, 6–4, 2–6, 6–2       |

### 오픈 시대
| 연도   | 우승자                | 준우승자              | 스코어                                  | 비고            |
| ------ | --------------------- | --------------------- | --------------------------------------- | --------------- |
| 1968년 | 켄 로즈월             | 로드 레이버           | 6–3, 6–1, 2–6, 6–2                      |                 |
| 1969년 | 로드 레이버           | 켄 로즈웰             | 6-4, 6-3, 6-4                           |                 |
| 1970년 | 안 코데시             | 젤리코 프라눌로비치   | 6-2, 6-4, 6-0                           |                 |
| 1971년 | 얀 코데시             | 일리에 너스타세       | 8-6, 6-2, 2-6, 7-5                      |                 |
| 1972년 | 안드레스 히메노       | 패트릭 프로이시       | 4-6, 6-3, 6-1, 6-1                      |                 |
| 1973년 | 일리에 너스티세       | 니콜라 필릭           | 6-3, 6-3, 6-0                           |                 |
| 1974년 | 비외른 보리           | 기예르모 빌라스       | 2-6, 6-7(4-7), 6-0, 6-1, 6-1            |                 |
| 1975년 | 비외른 보리           | 기예르모 빌라스       | 6-2, 6-3, 6-4                           |                 |
| 1976년 | 아드리아노 파나타     | 헤롤드 솔로몬         | 6-1, 6-4, 4-6, 7-6(7-3)                 |                 |
| 1977년 | 기예르모 빌라스       | 브라이언 고트프리드   | 6-0, 6-3, 6-0                           |                 |
| 1978년 | 비외른 보리           | 기예르모 빌라스       | 6-1, 6-1, 6-3                           |                 |
| 1979년 | 비외른 보리           | 빅토르 페치           | 6-3, 6-1, 6-7, 6-4                      |                 |
| 1980년 | 비와른 보리           | 비타스 게룰라이티스   | 6-4, 6-1, 6-2                           |                 |
| 1981년 | 비외른 보리           | 이반 렌들             | 6-1, 4-6, 6-2, 3-6, 6-1                 |                 |
| 1982년 | 마츠 빌란데르         | 기예르모 빌라스       | 1-6, 7-6, 6-0, 6-4                      |                 |
| 1983년 | 야닉 노아             | 마츠 빌란데르         | 6-2, 7-5, 7-6                           |                 |
| 1984년 | 이반 렌들             | 존 매켄로             | 3-6, 2-6, 6-4, 7-5, 7-5                 |                 |
| 1985년 | 마츠 빌란데르         | 이반 렌들             | 3-6, 6-4, 6-2, 6-2                      |                 |
| 1986년 | 이반 렌들             | 미카엘 페른 포르스    | 6-3, 6-2, 6-4                           |                 |
| 1987년 | 이반 렌들             | 미카엘 페른 포르스    | 7-5, 6-2, 3-6, 7-6                      |                 |
| 1988년 | 마츠 빌란데즈         | 앙리 르꽁뜨           | 7-5, 6-2, 6-1                           |                 |
| 1989년 | 마이클 창             | 스테판 에드베리       | 6-1, 3-6, 4-6, 6-4, 6-2                 |                 |
| 1990년 | 안드레스 고메즈       | 안드레 애거시         | 6-3, 2-6, 6-4, 6-4                      |                 |
| 1991년 | 짐 쿠리어             | 안드레 애거시         | 3-6, 6-4, 2-6, 6-1, 6-4                 |                 |
| 1992년 | 짐 쿠리어             | 페트로 코르다         | 7-5, 6-2, 6-1                           |                 |
| 1993년 | 세르지 브루게라       | 짐 크리어             | 6-4, 2-6, 6-2, 3-6, 6-3                 |                 |
| 1994년 | 세르지 브루게라       | 알베르토 베라사테키   | 6-3, 7-5, 2-6, 6-1                      |                 |
| 1995년 | 토마스 무스터         | 마이클 창             | 7-5, 6-2, 6-4                           |                 |
| 1996년 | 예브게니 카펠니코프   | 미하엘 스티히         | 7–6(7–4), 7–5, 7–6(7–4)                 |                 |
| 1997년 | 구스타부 쿠에르텡     | 세르지 브루게라       | 6-3, 6-4, 6-2                           |                 |
| 1998년 | 카를로스 모야         | 알렉스 크레차         | 6-3, 7-5, 6-3                           |                 |
| 1999년 | 안드레 애거시         | 안드레이 메드베데프   | 1-6, 2-6, 6-4, 6-3, 6-4                 |                 |
| 2000년 | 구스타부 쿠에르텡     | 마그누스 노르만       | 6-2, 6-3, 2-6, 7-6                      |                 |
| 2001년 | 구스타부 쿠에르뎅     | 알렉스 코레차         | 6-7(3-7), 7-5, 6-2, 6-0                 |                 |
| 2002년 | 알베르트 코스타       | 후안 카를로스 페레로  | 6-1, 6-0, 4-6, 6-3                      |                 |
| 2003년 | 후안 카를로스 페레로  | 마르틴 베르케르크     | 6-1, 6-3, 6-2                           |                 |
| 2004년 | 게스톤 가우디오       | 마리아노 푸에르타     | 0-6, 3-6, 6-4, 6-1, 8-6                 |                 |
| 2005년 | 라파엘 나달           | 마리아노 푸에르타     | 6-7(6-8), 6-3, 6-1, 7-5                 |                 |
| 2006년 | 라파엘 나달           | 로저 페더러           | 1-6, 6-1, 6-4, 7-6(7-4)                 |                 |
| 2007년 | 라파엘 나달           | 로저 페더러           | 6-3, 4-6, 6-3, 6-4                      |                 |
| 2008년 | 라파엘 나달           | 로저 페더러           | 6-1, 6-3, 6-0                           |                 |
| 2009년 | 로저 페더러           | 로빈 소더링           | 6-1, 7-6(7-1), 6-4                      |                 |
| 2010년 | 라파엘 나달           | 로빈 소더링           | 6-4, 6-2, 6-4                           |                 |
| 2011년 | 라파엘 나달           | 로저 페더러           | 7-5, 7-6(7-3), 5-7, 6-1                 |                 |
| 2012년 | 라파엘 나달           | 노박 조코비치         | 6-4, 6-3, 2-6, 7-5                      |                 |
| 2013년 | 라파엘 나달           | 다비드 패러           | 6-3, 6-2, 6-3                           |                 |
| 2014년 | 라파엘 나달           | 노박 조코비치         | 3-6, 7-5, 6-2, 6-4                      |                 |
| 2015년 | 스타니슬라스 바브린카 | 노박 조코비치         | 4-6, 6-4, 6-3, 6-4                      |                 |
| 2016년 | 노박 조코비치         | 앤디 머리             | 3-6, 6-1, 6-2, 6-4                      |                 |
| 2017년 | 라파엘 나달           | 스타니슬라스 바브린카 | 6-2, 6-3, 6-1                           |                 |
| 2018년 | 라파엘 나달           | 도미니크 팀           | 6-4, 6-3, 6-2                           |                 |
| 2019년 | 라파엘 나달           | 도미니크 팀           | 6-3, 5-7, 6-1, 6-1                      |                 |
| 2020년 | 라파엘 나달           | 노박 조코비치         | 6-0, 6-2, 7-5                           |                 |
| 2021년 | 노박 조코비치         | 스테파노스 치치파스   | 6-7(6-8), 2-6, 6-3, 6-2, 6-4            | 한국어          |
| 2022년 | 라파엘 나달           | 카스페르 루드         | 6-3, 6-3, 6-0                           | H/L H/L(한국어) |
| 2023년 | 노박 조코비치         | 카스페르 루드         | 7–6(7–1), 6–3, 7–5                      |                 |
| 2024년 | 카를로스 알카라스     | 알렉산더 즈베레프     | 6–3, 2–6, 5–7, 6–1, 6–2                 |                 |
| 2025년 | 카를로스 알카라스     | 야닉 시너             | 4–6, 6–7(4–7), 6–4, 7–6(7–3), 7–6(10-2) |                 |

## 통계

### 챔피언
- 연도는 도전자 결정전(챌린지 라운드)에서 타이틀을 지켜낸 해를 가진다.

| 선수                | 아마추어 | 오픈 | 역대 통산 | 연도                                                                               |
| ------------------- | -------- | ---- | --------- | ---------------------------------------------------------------------------------- |
| 라파엘 나달         | 0        | 14   | 14        | 2005, 2006, 2007, 2008, 2010, 2011, 2012, 2013, 2014, 2017, 2018, 2019, 2020, 2022 |
| 막스 데쿠지         | 8        | 0    | 8         | 1903, 1904, 1907, 1908, 1909, 1912, 1913, 1914                                     |
| 비외른 보리         | 0        | 6    | 6         | 1974, 1975, 1978, 1979, 1980, 1981                                                 |
| 앙리 코셰           | 5        | 0    | 5         | 1922, 1926, 1928, 1930, 1932                                                       |
| 앙드레 바셰로       | 4        | 0    | 4         | 1894, 1895, 1896, 1901                                                             |
| 폴 에메             | 4        | 0    | 4         | 1897, 1898, 1899, 1900                                                             |
| 모리스 제르모       | 3        | 0    | 3         | 1905, 1906, 1910                                                                   |
| 르네 라코스트       | 3        | 0    | 3         | 1925, 1927, 1929                                                                   |
| 마츠 빌란더         | 0        | 3    | 3         | 1982, 1985, 1988                                                                   |
| 이반 렌들           | 0        | 3    | 3         | 1984, 1986, 1987                                                                   |
| 구스타보 쿠에르텐   | 0        | 3    | 3         | 1997, 2000, 2001                                                                   |
| 노바크 조코비치     | 0        | 3    | 3         | 2016, 2021, 2023                                                                   |
| 앙드레 고베르       | 2        | 0    | 2         | 1911, 1920                                                                         |
| 장 보로트라         | 2        | 0    | 2         | 1924, 1931                                                                         |
| 고트프리트 폰 크람  | 2        | 0    | 2         | 1924, 1936                                                                         |
| 프랭크 파커         | 2        | 0    | 2         | 1951, 1952                                                                         |
| 켄 로즈월           | 1        | 1    | 2         | 1963, 1968                                                                         |
| 토니 트래버트       | 2        | 0    | 2         | 1954, 1955                                                                         |
| 니콜라 피에트란젤리 | 2        | 0    | 2         | 1959, 1966                                                                         |
| 마누엘 산타나       | 2        | 0    | 2         | 1961, 1964                                                                         |
| 로드 레이버         | 1        | 1    | 2         | 1962, 1969                                                                         |
| 로이 에메슨         | 2        | 0    | 2         | 1963, 1967                                                                         |
| 얀 코데시           | 0        | 2    | 2         | 1970, 1971                                                                         |
| 짐 쿠리어           | 0        | 2    | 2         | 1991, 1992                                                                         |
| 세르지 브루게라     | 0        | 2    | 2         | 1993, 1994                                                                         |
| 카를로스 알카라스   | 0        | 2    | 2         | 2024, 2025                                                                         |

### 국가별
| 국가 이름      | 아마추어 | 오픈 | 합계 | 첫 우승 연도 | 마지막 우승 연도 |
| -------------- | -------- | ---- | ---- | ------------ | ---------------- |
| 프랑스         | 37       | 1    | 38   | 1892년       | 1983년           |
| 스페인         | 2        | 22   | 24   | 1961년       | 2025년           |
| 오스트레일리아 | 9        | 2    | 11   | 1933년       | 1969년           |
| 미국           | 7        | 4    | 11   | 1938년       | 1999년           |
| 스웨덴         | 1        | 9    | 10   | 1957년       | 1988년           |
| 체코슬로바키아 | 0        | 5    | 5    | 1970년       | 1987년           |
| 독일           | 3        | 0    | 3    | 1934년       | 1937년           |
| 이탈리아       | 2        | 1    | 3    | 1959년       | 1976년           |
| 브라질         | 0        | 3    | 3    | 1997년       | 2001년           |
| 세르비아       | 0        | 3    | 3    | 2016년       | 2023년           |
| 영국           | 2        | 0    | 2    | 1891년       | 1935년           |
| 이집트         | 2        | 0    | 2    | 1951년       | 1952년           |
| 아르헨티나     | 0        | 2    | 2    | 1977년       | 2004년           |
| 스위스         | 0        | 2    | 2    | 2009년       | 2015년           |
| 헝가리         | 1        | 0    | 1    | 1947년       | 1947년           |
| 루마니아       | 0        | 1    | 1    | 1974년       | 1974년           |
| 에콰도르       | 0        | 1    | 1    | 1990년       | 1990년           |
| 오스트리아     | 0        | 1    | 1    | 1995년       | 1995년           |
| 러시아         | 0        | 1    | 1    | 1996년       | 1996년           |

## 같이 보기
- 프랑스 오픈 여자 단식 우승자 목록
- 호주 오픈 남자 단식 우승자 목록
- 역대 윔블던 남자 단식 우승자 목록
- US 오픈 남자 단식 역대 우승자 목록